# Ophiiulus lostiae
Ophiiulus lostiae är en mångfotingart som beskrevs av Filippo Silvestri 1898. Ophiiulus lostiae ingår i släktet Ophiiulus och familjen kejsardubbelfotingar. Inga underarter finns listade i Catalogue of Life.